# Pillusjträsken
Pillusjträsken är varandra näraliggande sjöar i Jokkmokks kommun i Lappland som ingår i Luleälvens huvudavrinningsområde:
- Pillusjträsken (Jokkmokks socken, Lappland, 734273-169595), sjö i Jokkmokks kommun, 66°07′25″N 20°08′43″Ö / 66.1237°N 20.1452°Ö (4,64 ha)
- Pillusjträsken (Jokkmokks socken, Lappland, 734290-169574), sjö i Jokkmokks kommun, 66°07′29″N 20°08′23″Ö / 66.1248°N 20.1398°Ö